# Abbazia di San Massimino
L'abbazia imperiale di San Massimino fu la maggiore e più influente delle quattro precedenti abbazie benedettine di Treviri ed una delle più antiche dell'Europa occidentale. Fu per secoli un'abbazia imperiale. Ci sono rimaste ancora l'arco del portale originale d'ingresso al convento e la chiesa del XVII secolo, che oggi viene utilizzata come palestra e sala per manifestazioni da una scuola privata cattolica.
Sotto la chiesa vi è un antico cimitero con più di 1.000 sarcofagi.

## Storia fino alla secolarizzazione
Secondo la leggenda l'abbazia sarebbe stata fondata nel IV secolo da san Massimino. Dopo che Massimino morì a Poitiers nel 346, rientrando da un viaggio a Costantinopoli, le sue spoglie vennero traslate (353) dai suoi successori a Treviri. La chiesa abbaziale era originariamente dedicata a san Giovanni e successivamente venne dedicata a Massimino.

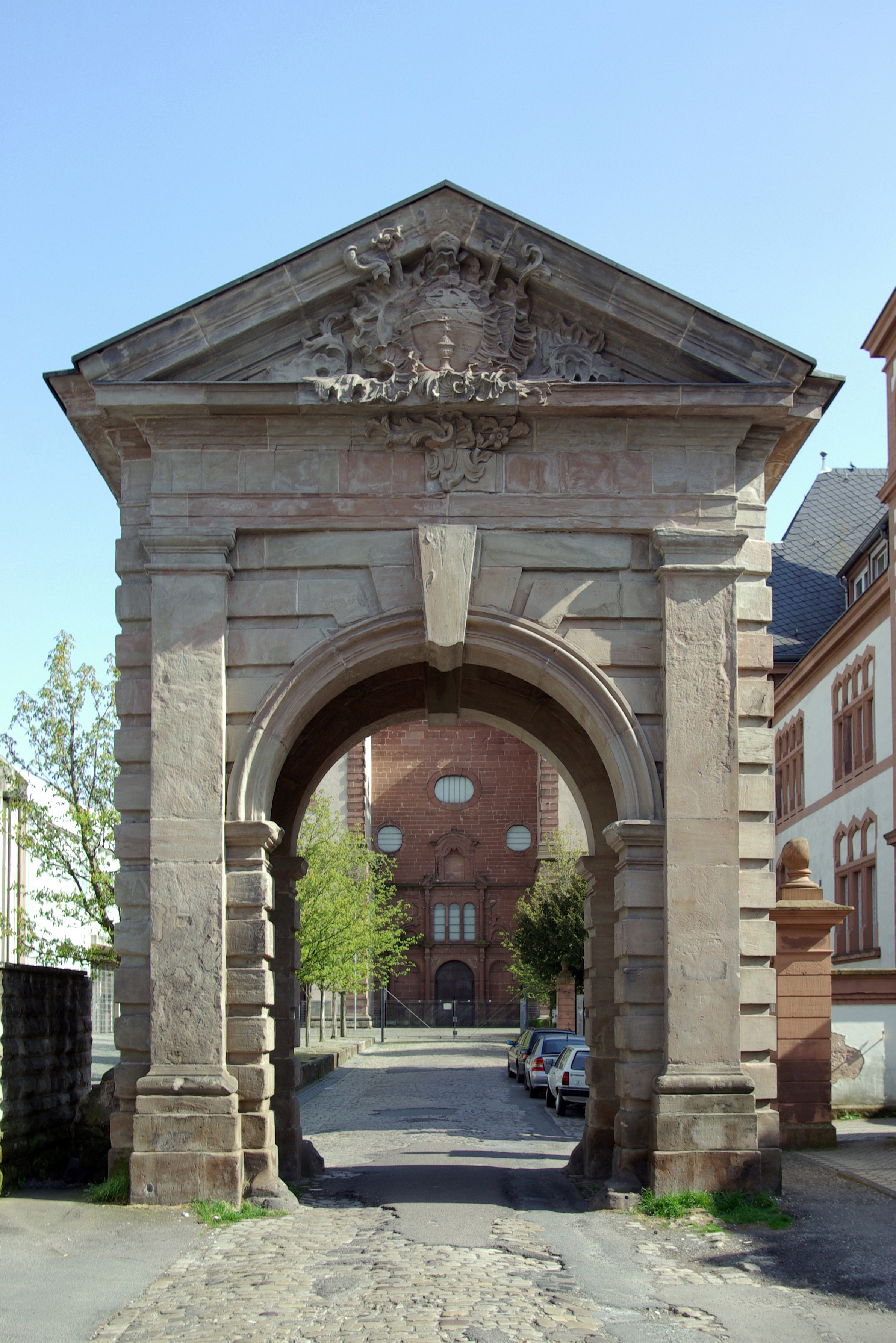
Portale originale

È comunque stato accertato che nel IV secolo fu eretto un monumento funebre nel cimitero fuori mura della Treviri romana. Su quel luogo nel VI secolo venne fondata un'abbazia.
L'abbazia fu distrutta dai Normanni nell'882. Nell'899 Regino di Prüm, già abate di Prüm, tornò nell'abbazia di San Massimino. Nel 909 Eberardo di Franconia, fratello minore di Corrado I, divenne abate commendatario dell'abbazia. Nel 937 San Massimino venne sottomessa all'abbazia di San Maurizio di Megdeburgo. Negli anni dal 942 al 952 l'abbazia fu ricostruita a nuovo.
Dal X secolo fino a metà del XII l'abbazia passò sotto il bailato dei conti di Lussemburgo, fra gli altri:
- Sigfrido I (†998)
- Enrico IV (†1196)

Il tentativo di Adalberone di Montreuil, vescovo di Treviri, nella seconda parte della prima metà del XII secolo, di portare sotto la sua diretta giurisdizione l'abbazia non ebbe successo. Nel 1140 papa Innocenzo II  concesse ai monaci dell'abbazia una conferma della loro esenzione dal potere del vescovo.
Nel XIII secolo l'abbazia fu distrutta da un incendio e ricostruita sulla stessa pianta.
La dipendenza diretta dell'abbazia dall'imperatore fu a lungo contestata e venne impugnata dal principato di Treviri (Kurtrier, la carica politica del vescovo della diocesi di Treviri). Nel 1669 Abate ed abbazia si sottomisero definitivamente, con rinuncia alla dipendenza diretta dall'impero, alla sovranità del principato.
A causa della lunga vertenza sulla dipendenza diretta dall'impero e della conseguente ambiguità dei diritti di signoria, vi sono molte fonti «… come concreto mezzo di prova per sfruttare la prassi signorile prima ottenuta come territori di indiscusso diritto di sovranità e giustizia».
Di queste ha fatto tesoro la ricerca sui processi alle streghe nella zona di Treviri: presso San Maxim sono disponibili circa 250 incartamenti completi di processi e numerose parti di altri così come elenchi di accuse (indicazioni di altre streghe sotto tortura) e di impiccagioni, che per il territorio di San Massimino documentano una temporanea «…buona caccia alle streghe», mentre invece presso il principato quasi tutti gli atti sono stati eliminati.
Nel 1674 l'abbazia fu nuovamente ed integralmente distrutta dalle truppe francesi. Dal 1680 al 1684 essa venne ricostruita ex novo in stile gotico dall'architetto Hans N. Kuckeisen per disposizione dell'abate Alexander Henn. La ricostruzione venne finanziata ricorrendo a prestiti presso privati. Così è tramandato l'esempio, che Philipp Dictius-Dixen, barcaiolo di Schweich, imprestò nel 1674 all'abbazia 256 Reichstaler e successivamente ancora 200 per la ricostruzione della chiesa abbaziale. La restituzione del debito ebbe luogo 70 anni dopo agli eredi.

### Proprietà nei dintorni dell'abbazia di San Massimino

Arma dell'abbazia imperiale di San Massimino

Numerosi atti documentano lo sviluppo nei dintorni:
- Weimerskirch nel 723, dono all'abbazia di Carlo Martello;
- Laubuseschbach, Kenn, entrambe donate all'abbazia nell'893 da Arnolfo di Carinzia;
- Guntersblum, confermato nell'897 da Sventibaldo di Lotaringia come proprietà dell'abbazia;
- Mamer, donato all'abbazia nel 960;
- Norheim, ottenuto in cambio nel 962;
- Tiefenthal (1051);
- Uhler, 1200, citata negli atti dell'abbazia come owilre;
- Hosten, inizio XIII secolo;
- Burg Rittersdorf, 1263 come proprietà dell'abbazia;
- Kretz 1273;
- Dankerath 1276.

## Storia ed impiego dopo la secolarizzazione

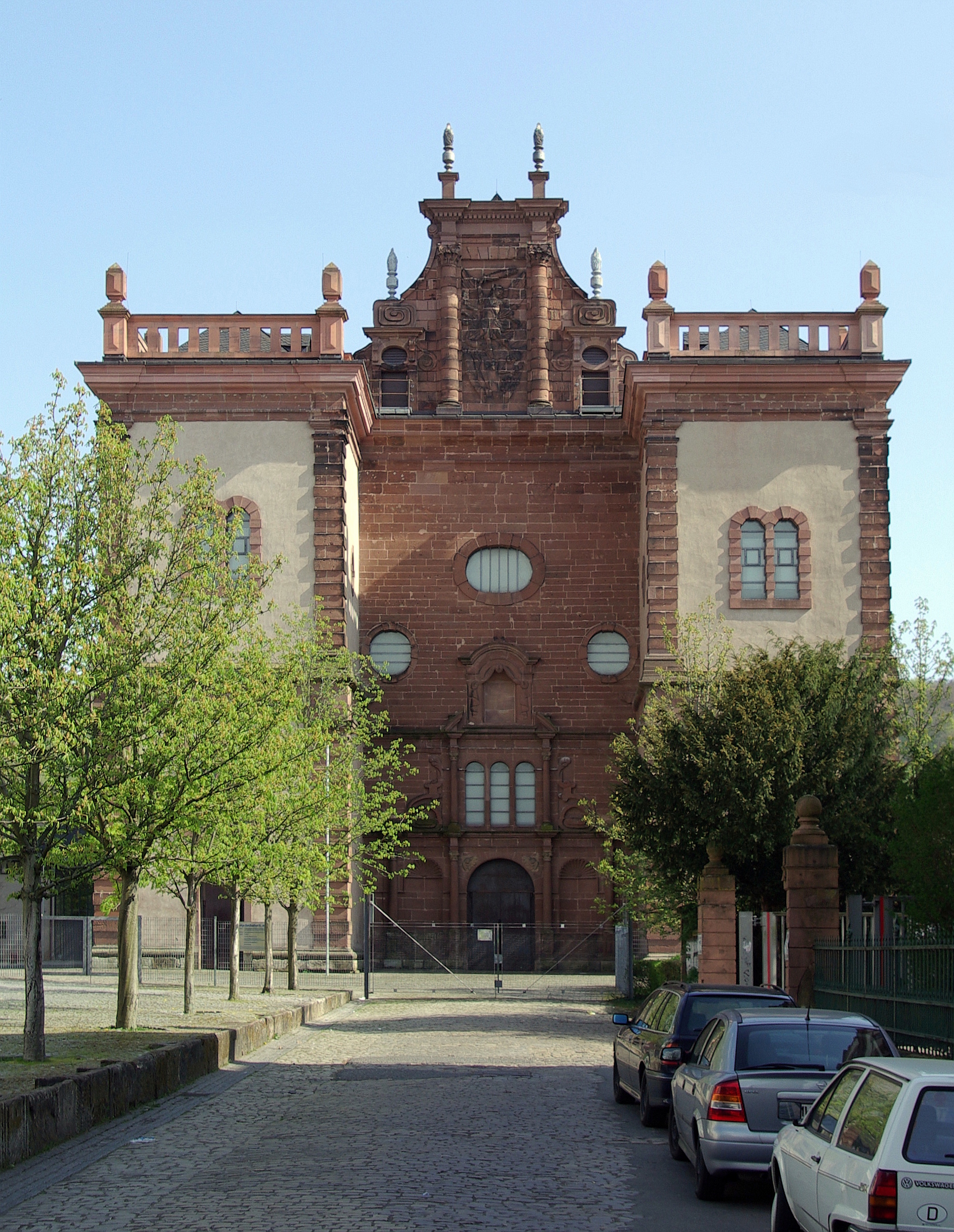
Vista della chiesa abbaziale da ovest

Dopo la secolarizzazione dei beni ecclesiastici del 1802 gli edifici dell'abbazia vennero utilizzati come caserma, chiesa per la guarnigione, prigione e scuola. Durante la seconda guerra mondiale essi andarono distrutti nei bombardamenti alleati.
Nel 1953 venne scoperto, nel corso di scavi disposti dall'Ufficio dei rifornimenti di Treviri, nella parte sud della chiesa, un piccolo edificio funerario quadrangolare con abside (11,7 x 4,7 m) e riportato alla luce dal Museo regionale di Treviri. Nell'edificio furono identificate più costruzioni in fasi diverse relative al periodo romano ed a quello del primo medioevo. Una parte dei reperti poté essere conservato con tre sarcofagi nei sotterranei dall'Ufficio dei Rifornimenti.
Dal 1979 fino al 1995 la chiesa di San Massimino venne utilizzata come palestra e salone per feste; in base ai piani di Gottfried Böhm furono installate strutture in acciaio con reti come parti mobili dello spazio, che però lasciano nella sua forma originale lo spazio sacro. Lo spazio esistente petr i concerti, di circa 1.200 posti, nel quale vengono regolarmente eseguiti a turno i concerti, è noto per la sua eccellente acustica.
Nel 1983 nel fabbricato vicino alla ex chiesa abbaziale, si è trasferita la Kath. Konstantin Hauptschule Trier (Scuola media superiore cattolica Costantino di Treviri). Rinominata nel 1996 in Scuola privata San Massimino. Scuola media superiore in gestione alla diocesi di Treviri. Essa conta circa 450 allievi.
Da molti anni il cimitero scoperto sotto San Massimino può essere visitato: ivi si trovano più di 1.000 tombe, in gran parte semplici sarcofagi, i più antichi dei quali risalgono al II secolo. Una piccola quantità di essi si trova sotto i muri portanti dell'attuale chiesa e sostiene così da secoli l'attuale edificio. In alcuni sarcofagi sono stati rinvenuti gioielli ed in parte anche resti umani; alcuni di essi vengono ancor oggi analizzati dai restauratori e con l'aiuto di tecniche moderne.

## Immagini dell'abbazia

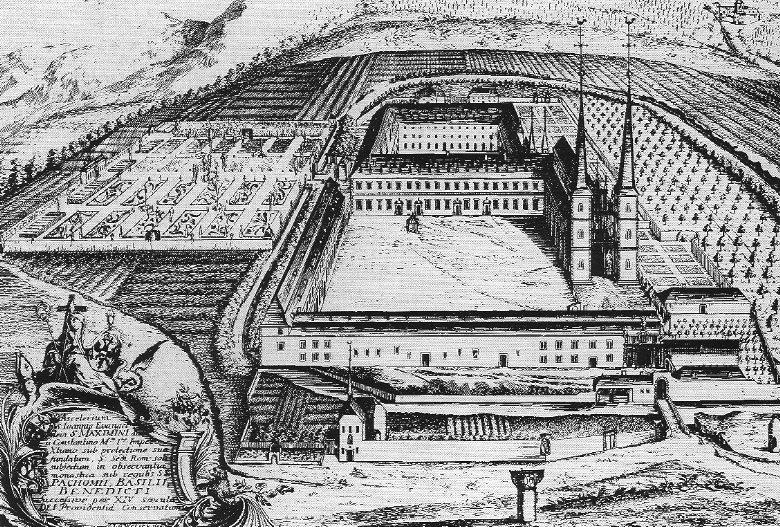
Abbazia di San Massimino: incisione del XVII secolo
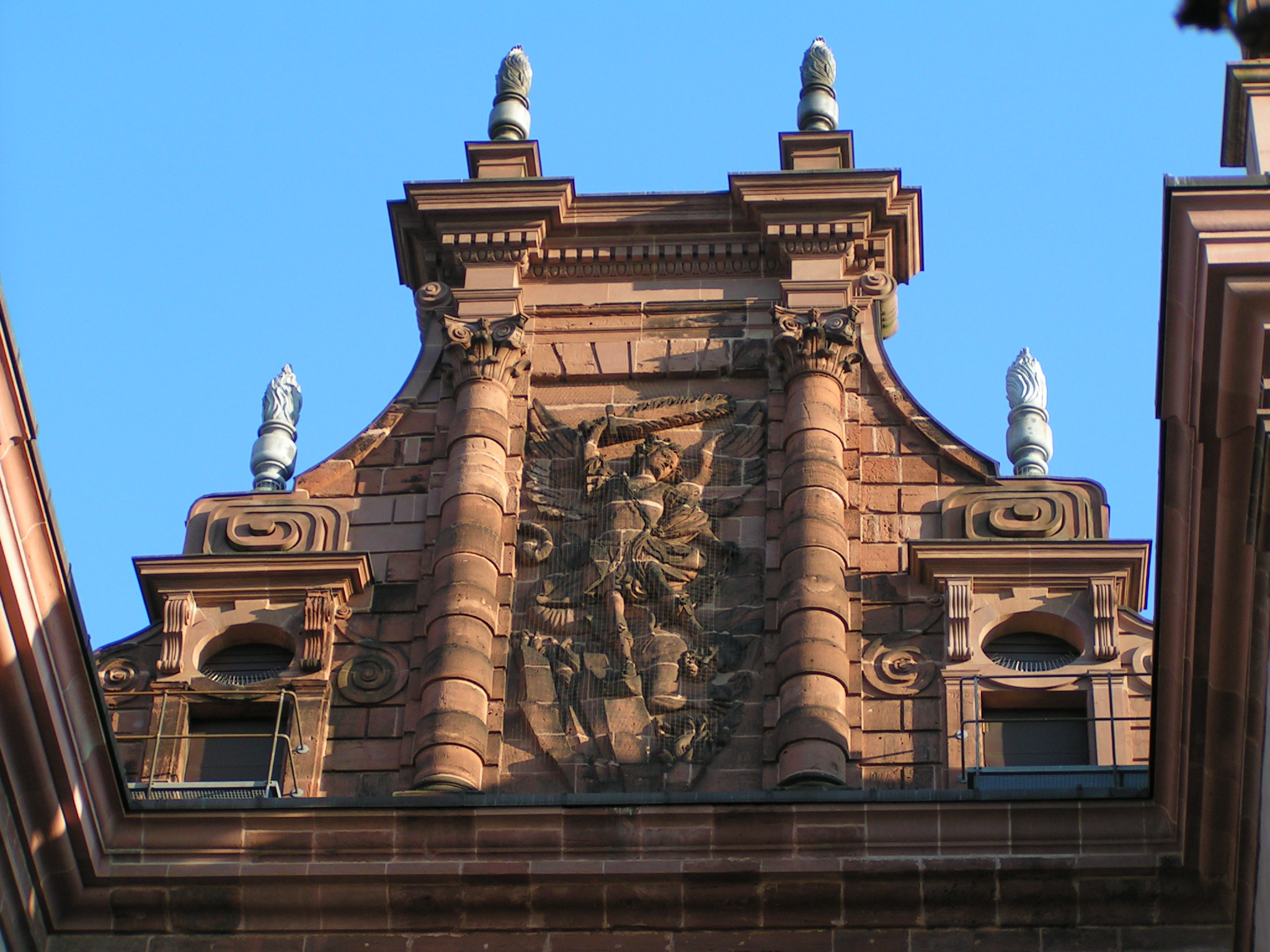
Dettaglio della facciata ovest
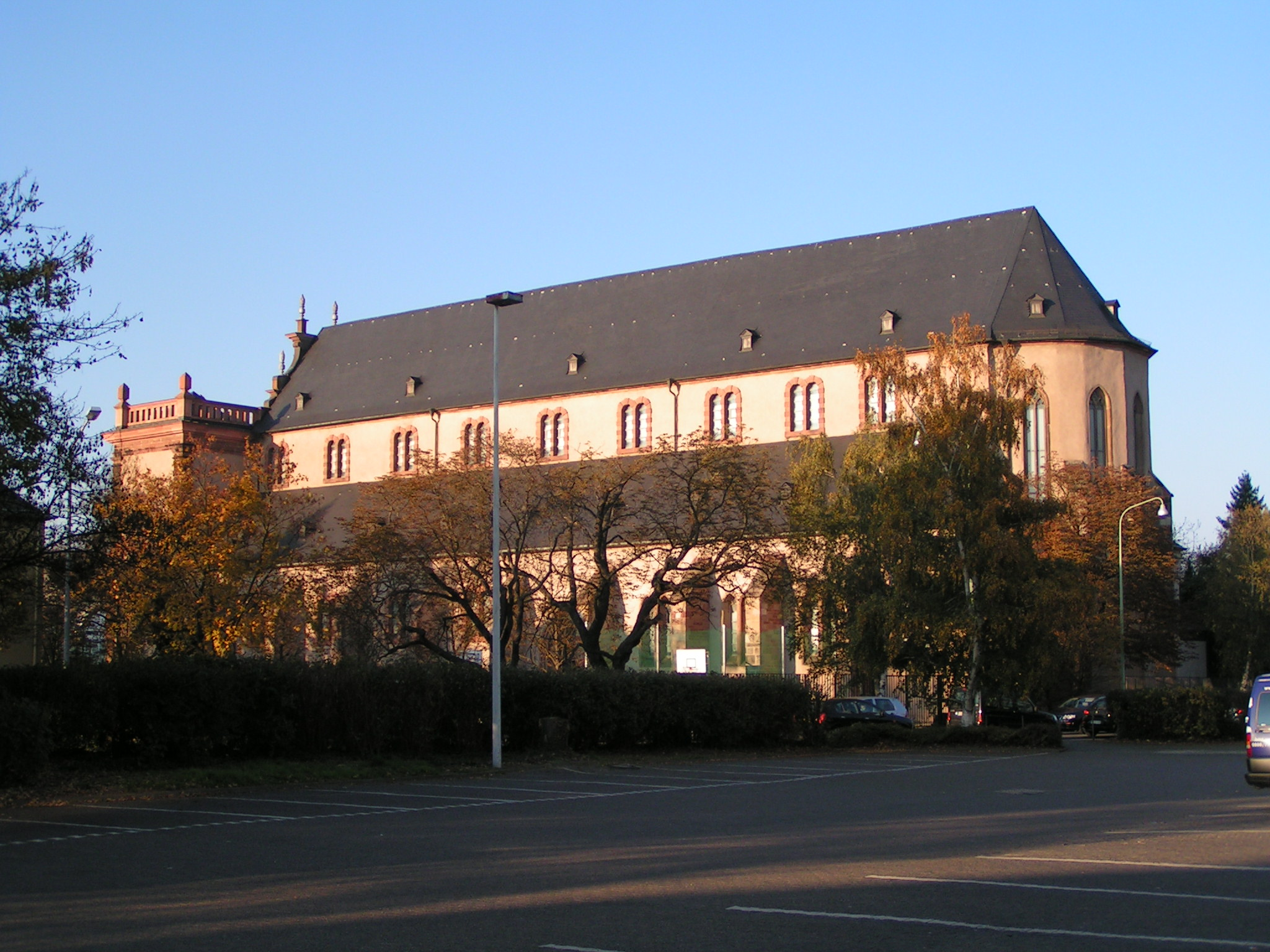
Veduta da sudest
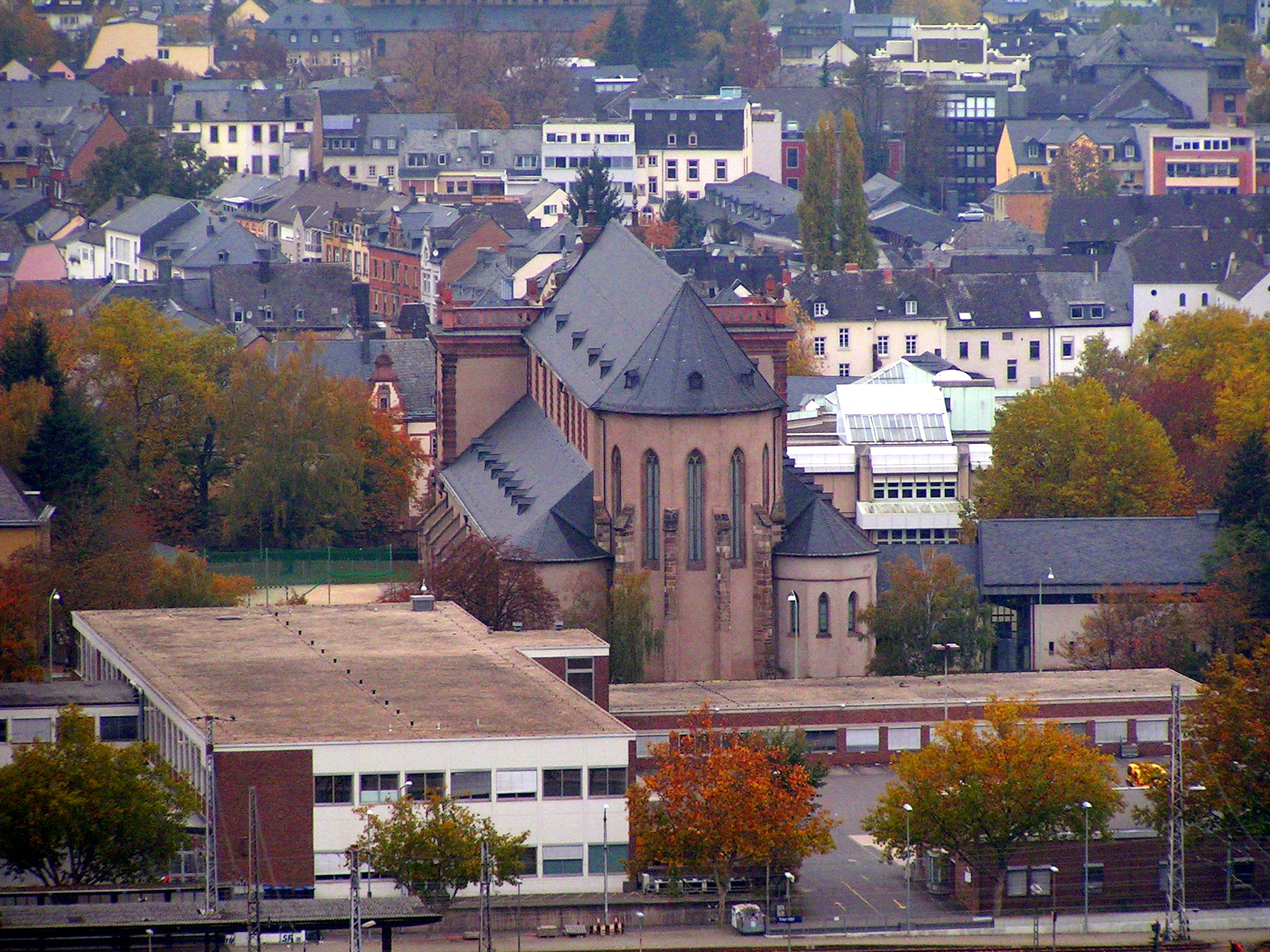
La chiesa nel 1684: veduta da Petrisberg (est)

## Elenco degli abati
| - Johannes monachus Antiochenus: 349 leggendario - Memilianus: 634 (?) - Basinus: 726 (?) - Utilrad: 766 (?) - Uerinolf: fine dell'VIII secolo - Helysachar: verso l'815, † 836 - conte Adalard od Alard, Balivo: 853, 855 - Waldo: 868, 879 - Erkenbert: † 887 - Megingaudo, conte a Mayenfeld, Balivo: 887, 892 - Sventibaldo di Lotaringia, Balivo: 892, † 900 - Corrado I, Balivo: 906 - Eberardo, duca di Franconia, Balivo: 909 - Reginardo di Lotaringia, duca Lotaringia, Balivo: 912, † 915 o 916 - Gilberto di Lotaringia, duca di Lotaringia, Balivo: 916, 934 - Hugo od Ogo: 934, † 948 - Willer o Willihar: 953, † 957 (?) - Wiker: 959, 962, † 966 | - Asolf: 966, 967 - Thiedfried: 967, 978 - Ogo: 987 - Folkmar o Folmar: 990, 993 - Oferad o Ofterad: 992, 1006 - Haricho: 1023 - Johann: 1033, 1036 - Poppone, anche abate di Stablo e Malmedy: 1036, 1049 - Theoderich: 1051, 1082 - Heinrich: 1084, 1100 - Folmai: 1101 - Berengoz: 1107, 1125 - Gerhard: 1129, 1140 (spodestato dall'arcivescovo Albero di Montreuil) - Siger: 1140, 1063 - Arnold: 1168 - Conrad: 1177, 1200 - Bartholomaeus: 1201, 1207 - Anselmo: 1208, 1212 |